# Contea di Cooper
La contea di Cooper in inglese Cooper County è una contea dello Stato del Missouri, negli Stati Uniti. La popolazione al censimento del 2000 era di 16 670 abitanti. Il capoluogo di contea è Boonville.